# Marie Bosson Rydell
Marie Bosson Rydell, egentligen Ann Marie Rydell, ogift Bosson, född 15 mars 1970 i Varberg, är en svensk förskollärare, barnboksförfattare och skribent.
Marie Bosson Rydell växte upp i Varberg. Hon gick jordbrukslinjen och arbetade som djursjukvårdare innan hon läste till förskollärare och utomhuspedagog. Den mesta tiden som förskollärare arbetade hon på en så kallad "I ur och skur-förskola" i Varberg, där pedagogiken gick ut på att man vistas mycket utomhus.
Parallellt med arbetet inom förskolan gav hon ut två böcker för Gleerups. I samband med att hon fick egna barn tog dock hennes bokskrivande fart ordentligt och efter några år sa hon upp sig för att ägna sig åt skrivandet på heltid. Hon startade den egna firman Bokmakeriet Klaton AB. Hon har gett ut både barnböcker och läromedel, först under namnet Marie Bosson och sedan 2004 under namnet Marie Bosson Rydell. Många av böckerna är utgivna i samarbete med Jessica Lindholm.
Hon medverkar också med artiklar i Jägareförbundets barn- och ungdomstidning Akila samt i tidskrifterna Härliga Hund och Svensk Jakt.